# Maja Schmid
Maja Schmid (ur. 11 września 1967 r.) – szwajcarska narciarka, uprawiająca narciarstwo dowolne. Jej największym sukcesem jest złoty medal w kombinacji wywalczony podczas mistrzostw świata w Lake Placid. Ponadto na mistrzostwach świata w La Clusaz wywalczyła srebrny medal w tej samej konkurencji. Startowała w balecie narciarskim i skokach akrobatycznych na igrzyskach olimpijskich w Albertville zajmując odpowiednio 7 i 8. miejsce jednak były to wtedy tylko konkurencje pokazowe. Jej najlepszym wynikiem olimpijskim jest 4. miejsce  w skokach akrobatycznych na igrzyskach olimpijskich w Lillehammer.
Najlepsze wyniki w Pucharze Świata osiągnęła w sezonie 1994/1995, kiedy to zajęła drugie miejsce w klasyfikacji generalnej, a klasyfikacji kombinacji wywalczyła małą kryształową kulę. W klasyfikacji kombinacji triumfowała także w sezonie 1993/1994. W sezonach 1991/1992 i 1992/1993 była druga zarówno w klasyfikacji generalnej jak i w klasyfikacji kombinacji. Ponadto w sezonie 1990/1991 była trzecia w klasyfikacji kombinacji.
W 1999 r. zakończyła karierę.

## Osiągnięcia

### Igrzyska olimpijskie
| Miejsce | Dzień     | Rok  | Miejscowość | Konkurencja        | Zwycięzca       |
| ------- | --------- | ---- | ----------- | ------------------ | --------------- |
| 4.      | 13 lutego | 1994 | Lillehammer | Skoki akrobatyczne | Lina Cheryazova |

### Mistrzostwa świata
| Miejsce | Dzień     | Rok  | Miejscowość | Konkurencja        | Zwycięzca            |
| ------- | --------- | ---- | ----------- | ------------------ | -------------------- |
| 10.     | 11 lutego | 1991 | Lake Placid | Balet narciarski   | Ellen Breen          |
| 19.     | 13 lutego | 1991 | Lake Placid | Jazda po muldach   | Donna Weinbrecht     |
| 12.     | 16 lutego | 1991 | Lake Placid | Skoki akrobatyczne | Wasilisa Siemienczuk |
| 1.      | 16 lutego | 1991 | Lake Placid | Kombinacja         | -                    |
| 4.      | 11 marca  | 1993 | Altenmarkt  | Kombinacja         | Katherina Kubenk     |
| 22.     | 12 marca  | 1993 | Altenmarkt  | Balet narciarski   | Ellen Breen          |
| 18.     | 13 marca  | 1993 | Altenmarkt  | Jazda po muldach   | Stine Lise Hattestad |
| 16.     | 14 marca  | 1993 | Altenmarkt  | Skoki akrobatyczne | Lina Cheryazova      |
| 2.      | 16 lutego | 1995 | La Clusaz   | Kombinacja         | Kristean Porter      |
| 9.      | 17 lutego | 1995 | La Clusaz   | Balet narciarski   | Jelena Batałowa      |
| 20.     | 18 lutego | 1995 | La Clusaz   | Jazda po muldach   | Candice Gilg         |
| 23.     | 19 lutego | 1995 | La Clusaz   | Skoki akrobatyczne | Nikki Stone          |

### Puchar Świata

#### Miejsca w klasyfikacji generalnej
- sezon 1990/1991: 3.
- sezon 1991/1992: 2.
- sezon 1992/1993: 2.
- sezon 1993/1994: 4.
- sezon 1994/1995: 2.

#### Miejsca na podium
1. Zermatt – 16 grudnia 1990 (Kombinacja) – 2. miejsce
2. Whistler Blackcomb – 13 stycznia 1991 (Kombinacja) – 2. miejsce
3. Piancavallo – 19 stycznia 1991 (Kombinacja) – 3. miejsce
4. La Clusaz – 21 lutego 1991 (Kombinacja) – 2. miejsce
5. Skole – 26 lutego 1991 (Kombinacja) – 2. miejsce
6. Pyhätunturi – 17 marca 1991 (Kombinacja) – 3. miejsce
7. Zermatt – 12 grudnia 1991 (Kombinacja) – 2. miejsce
8. Piancavallo – 17 grudnia 1991 (Kombinacja) – 2. miejsce
9. Whistler Blackcomb – 12 stycznia 1992 (Kombinacja) – 3. miejsce
10. Breckenridge – 19 stycznia 1992 (Kombinacja) – 3. miejsce
11. Lake Placid – 25 stycznia 1992 (Kombinacja) – 1. miejsce
12. Oberjoch – 2 lutego 1992 (Kombinacja) – 2. miejsce
13. Madarao – 5 marca 1992 (Kombinacja) – 3. miejsce
14. Madarao – 8 marca 1992 (Kombinacja) – 1. miejsce
15. Tignes – 12 grudnia 1992 (Kombinacja) – 1. miejsce
16. Piancavallo – 19 grudnia 1992 (Kombinacja) – 2. miejsce
17. Whistler Blackcomb – 10 stycznia 1993 (Kombinacja) – 3. miejsce
18. Breckenridge – 17 stycznia 1993 (Kombinacja) – 3. miejsce
19. Lake Placid – 23 stycznia 1993 (Kombinacja) – 1. miejsce
20. Le Relais – 31 stycznia 1993 (Kombinacja) – 3. miejsce
21. La Plagne – 26 lutego 1993 (Kombinacja) – 1. miejsce
22. La Plagne – 27 lutego 1993 (Kombinacja) – 3. miejsce
23. Lillehammer – 28 marca 1993 (Kombinacja) – 2. miejsce
24. La Plagne – 8 grudnia 1993 (Kombinacja) – 3. miejsce
25. Tignes – 12 grudnia 1993 (Kombinacja) – 3. miejsce
26. Whistler Blackcomb – 8 stycznia 1995 (Kombinacja) – 1. miejsce
27. Whistler Blackcomb – 9 stycznia 1994 (Kombinacja) – 3. miejsce
28. Breckenridge – 16 stycznia 1994 (Kombinacja) – 2. miejsce
29. Lake Placid – 21 stycznia 1994 (Kombinacja) – 1. miejsce
30. Le Relais – 30 stycznia 1994 (Kombinacja) – 2. miejsce
31. La Clusaz – 4 lutego 1994 (Kombinacja) – 1. miejsce
32. Hundfjället – 9 lutego 1994 (Kombinacja) – 2. miejsce
33. Altenmarkt – 5 marca 1994 (Kombinacja) – 1. miejsce
34. Hasliberg – 13 marca 1994 (Kombinacja) – 2. miejsce
35. Tignes – 17 grudnia 1994 (Kombinacja) – 3. miejsce
36. Breckenridge – 15 stycznia 1995 (Skoki akrobatyczne) – 3. miejsce
37. Breckenridge – 15 stycznia 1995 (Kombinacja) – 1. miejsce
38. Le Relais – 22 stycznia 1995 (Kombinacja) – 2. miejsce
39. Lake Placid – 28 stycznia 1995 (Kombinacja) – 3. miejsce
40. Oberjoch – 4 lutego 1995 (Kombinacja) – 1. miejsce
41. Kirchberg – 24 lutego 1995 (Kombinacja) – 2. miejsce
42. Lillehammer – 5 marca 1995 (Kombinacja) – 3. miejsce
43. Hundfjället – 10 marca 1995 (Kombinacja) – 1. miejsce

W sumie 12 zwycięstw, 15 drugich i 16 trzecich miejsc.